# Густав (ураган)
Ураган «Густав» — седьмой за 2008 год тропический циклон возникший в Атлантическом океане. Он сформировался утром 25 августа примерно в 420 км к юго-востоку от столицы Гаити Порт-о-Пренс и уже к вечеру усилился до тропического шторма, а к 26 августа достиг силы урагана. Вечером того же дня он вызвал оползни и наводнения на Гаити. Жертвами урагана стали 153 человека (77 на Гаити, 8 в Доминиканской Республике, 15 на Ямайке, 53 в Соединённых Штатах). Урагану была присвоена 4 категория опасности по шкале Саффира — Симпсона. Всеобщая эвакуация в Новом Орлеане (31 августа), крупнейшая эвакуация в истории США до 2004 года[уточнить] (90% жителей штата Луизиана, 1 сентября).